# Höga nämnden
Höga nämnden, Konungens nämnd, Konung Erik XIV:s nämnd eller, som den själv kallade sig, Konungsnämnden, var ett slags högsta domstol, vars verksamhet började och slutade med Erik XIV:s regering. Den ter sig närmast som en ombildning av den i borgrätten fungerande nämnden, som här blir permanent och tillika får sin myndighet utsträckt till hela den allmänna rättskipningen. Dess ännu bevarade registratur (dombok) omfattar väl endast åren 1562–1567, men strödda anteckningar om dess verksamhet finns både före och efter denna tid. 
Man känner inte Höga nämndens upphovsman; man vet bara att nämnden, sedan Erik bestigit tronen, snart var redo att börja sin verksamhet och att Jöran Persson blev som konungens prokurator eller åklagare den drivande kraften i den. 
För eftervärlden har bilden av Höga nämndens verksamhet i mycket färgats av den syn som funnits av Erik XIV som maktfullkomlig.

## Verksamhet
De enda bestämmelser man känner till idag om nämndens befogenhet finns i en instruktion av den 1 november 1563. Det heter här, att nämnden skulle dra omkring i varje landsända, till städer och marknader, och som högsta instans rannsaka och avdöma mål, som inte kunnat avgöras av lagmännen. Nämndens utslag skulle äga samma kraft som om de var fällda av konungen själv. Något överklagande förutsattes inte; ärenden togs ofta upp utan att tidigare ha behandlats i annan domstol. Nämnden dömde efter Kristoffers landslag samt 1560 års hovartiklar.
Domarnas antal var växlande, ofta nio, aldrig mindre än sex, och i vissa ärenden förstärktes nämnden. Då rannsakning förehades med hertig Johans anhängare kallades 24 personer till doms, och en annan gång syntes 43 domare vid bordet. Nämnden hade ingen fast verksamhetsort. Sammanträden ägde rum i Stockholm, Uppsala, Västerås, Strängnäs, Arboga, Örebro, Skara, Vadstena, Svartsjö, Kungsbro, Hova och sannolikt även på andra ställen. 
Nämnden förde vanligen protokoll, varifrån framgår att åklagaren, vanligen Jöran Persson, presenterade fallet, inklusive bevisning. Därefter förhördes vittnen, vilkas yttranden vanligen inte bevarats. Sedan följde en kort förklaring av rättens resonemang och domslut.

## Ärenden
De första ärenden nämnden befattade sig med rörde huvudsakligen egendomsmål, inklusive ärenden där Gustav Vasa tillskansat sig ägor. Annars dömde rätten i högmålsbrott, förräderimål eller andra ärenden som föranletts av nordiska sjuårskriget och våldsbrott av olika slag. Huvuddelen av ärendena förde dock olika slag av tjänstefel, maktmissbruk och försumlighet.
Nämnden höll 1565 räfst för att avgöra fall där frälsemän inte fullgjort sin rusttjänst. Om den svarande kunde anföra goda själ blev resultatet då vanligen benådning, liksom för vissa medlemmar av högfrälset som kungen inte ville stöta sig med. Andra dömdes dock att förlora sin frälsestatus och blev således åter skatteskyldiga.
Kung Erik deltog endast vid ett känt tillfälle i nämndens arbete, i Uppsala 1563, då han meddelade att högmålsbrott inte fick avgöras utan att vittnen hördes direkt och att skriftliga vittnesmål inte skulle anses tillräckliga. Han försökte dock indirekt påverka nämnden vid ett flertal tillfällen. Då blev utfallet vanligen ändå att ett milt straff utdömdes. När hårda straff påkallades av lagen försökte vanligen nämnden mildra det genom att hänvisa till kungens nåd. Det vanliga var också att Erik vid sådana tillfällen mildrade påföljden.
En gång tjänstgjorde nämnden även som konungens rådgivare, då nämligen Erik till dess besvarande framställde frågan, huruvida de gods som danskar ägde i Sverige vid Nordiska sjuårskrigets utbrott kunde anammas av kungen; nämnden menade att så skulle ske. 

## Eftervärldens bild
Då Johan III ville (1569) rättfärdiga broderns avsättning angav han som en av orsakerna att Erik ”gjort sig en nämnd, på det att ingen skulle undkomma hans giller och snaror”; hans bild av nämnden, liksom den av brodern och hans tjänare Jöran Persson har också i mycket blivit eftervärldens. 